# سيمون بيري
سيمون بيري (بالإنجليزية: Simon Berry)‏ هو موسيقي بريطاني، ولد في القرن العشرين.

## وصلات خارجية
- الموقع الرسمي
- سيمون بيري على موقع ميوزك برينز (الإنجليزية)
- سيمون بيري على موقع ميوزك برينز (الإنجليزية)
- سيمون بيري على موقع أول ميوزيك (الإنجليزية)
- سيمون بيري على موقع أول ميوزيك (الإنجليزية)
- سيمون بيري على موقع ديسكوغز (الإنجليزية)
- سيمون بيري على موقع ديسكوغز (الإنجليزية)